# Municipio de Coldwater (Kansas)
El municipio de Coldwater (en inglés: Coldwater Township) es un municipio ubicado en el condado de Comanche en el estado estadounidense de Kansas. En el año 2010 tenía una población de 1048 habitantes y una densidad poblacional de 0,95 personas por km².

## Geografía
El municipio de Coldwater se encuentra ubicado en las coordenadas 37°11′49″N 99°11′23″O / 37.19694, -99.18972. Según la Oficina del Censo de los Estados Unidos, el municipio tiene una superficie total de 1100.54 km², de la cual 1098.71 km² corresponden a tierra firme y (0.17%) 1.82 km² es agua.

## Demografía
Según el censo de 2010, había 1048 personas residiendo en el municipio de Coldwater. La densidad de población era de 0,95 hab./km². De los 1048 habitantes, el municipio de Coldwater estaba compuesto por el 96.95% blancos, el 0.57% eran afroamericanos, el 0.19% eran amerindios, el 0.1% eran asiáticos, el 0.19% eran isleños del Pacífico, el 0.29% eran de otras razas y el 1.72% pertenecían a dos o más razas. Del total de la población el 2.86% eran hispanos o latinos de cualquier raza.